# Эшмол, Бернард
Бернард Эшмол (англ. Bernard Ashmole; 22 июня 1894, Илфорд — 25 февраля 1988, Пиблс, Скоттиш-Бордерс) — британский археолог и историк, специалист по древнегреческой скульптуре.
Профессор Лондонского, Оксфордского и Абердинского университетов, член Британской академии (1938).
Элиас Эшмол приходится ему родственником.

## Биография
Участник Первой мировой войны, был тяжело ранен в битве на Сомме. Дослужился до звания капитана и был награждён Военным крестом.
Затем вернулся в Оксфорд, где его учёба была прервана участием в войне, обучался классической археологии, бакалавр словесности (B. Litt, 1923).
С 1925 года — в Риме, в 1928 году вернулся в Англию.
В 1929—1948 годах — профессор классического искусства и археологии Университетского колледжа Лондона Лондонского университета.
Участвовал в написании «Кембриджской древней истории».
Участник Второй мировой войны.
В 1956—1961 годах — профессор Lincoln классической археологии Оксфордского университета. Член совета оксфордского Линкольн-колледжа (1956—1980).
В 1961—1963 годах — профессор Geddes-Harrower греческого искусства и археологии Абердинского университета.
Командор ордена Британской империи (1957).
В 1991 году Британская академия отметила заслуги учёного, наградив его медалью Кеньона.
Женат с 1920 года на Дороти Дэ Пейер (ум. 1991), две дочери и сын.